# Eubranchus agrius
Eubranchus agrius es una especie de molusco gasterópodo de la familia Eubranchidae.

## Distribución geográfica
Se encuentra  en Nueva Zelanda y Chile.